# الصوفية في السند
يشتهر إقليم السند بأنها منطقة بها عدد كبير من المنتسبين للتصوف. وتشتهر السند بالعدد الهائل من القديسين والصوفيين الذين عاشوا هناك وبشروا بالسلام والأخوة. وفقًا للأسطورة الشعبية، تم دفن 125000 منهم في تل ماكلي بالقرب من ثاتا.هناك وفرة من الأدب الصوفي المنتج في السند عبر التاريخ.

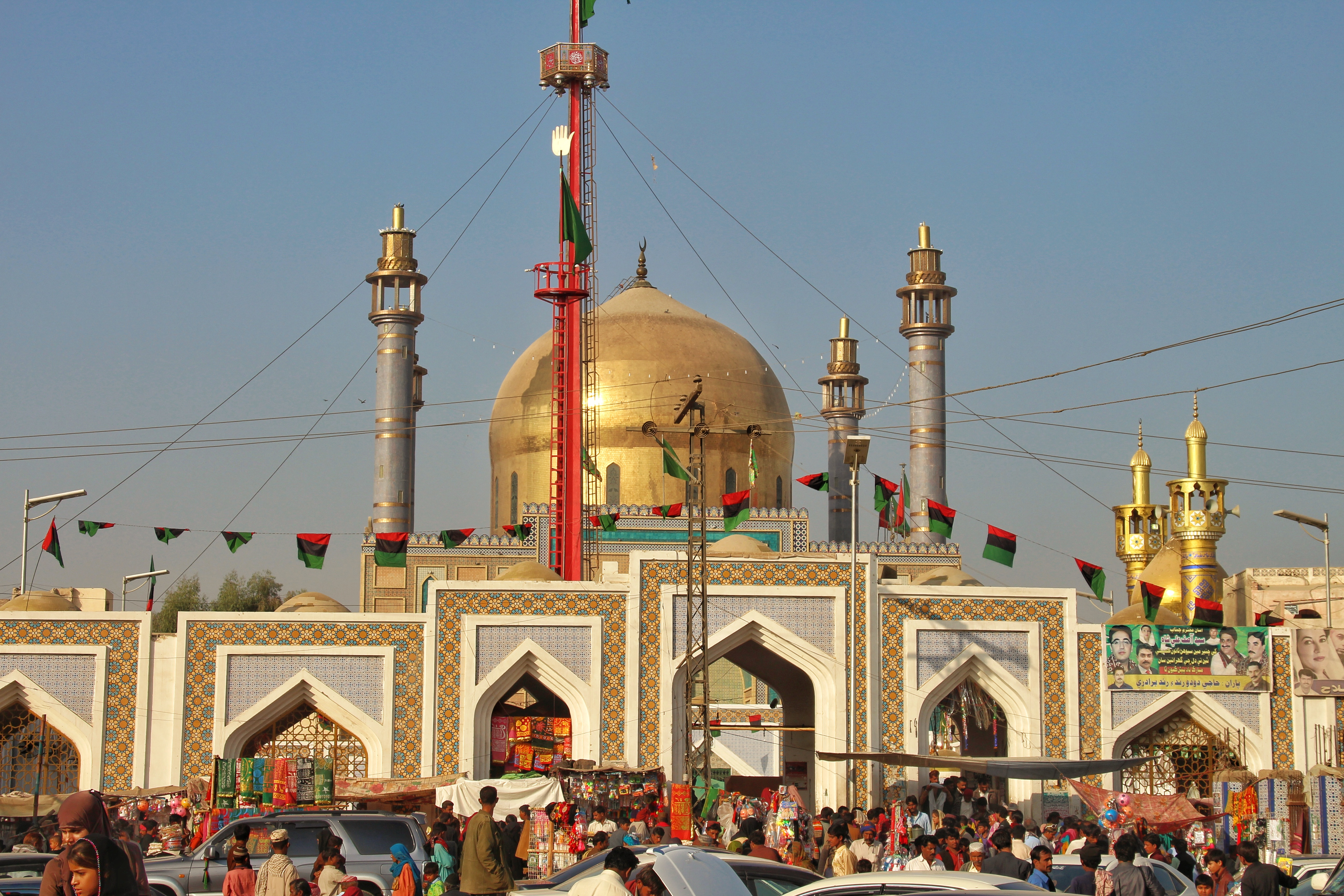
ضريح Lal Shahbaz Qalandar من أهم الأضرحة الصوفية في السند.

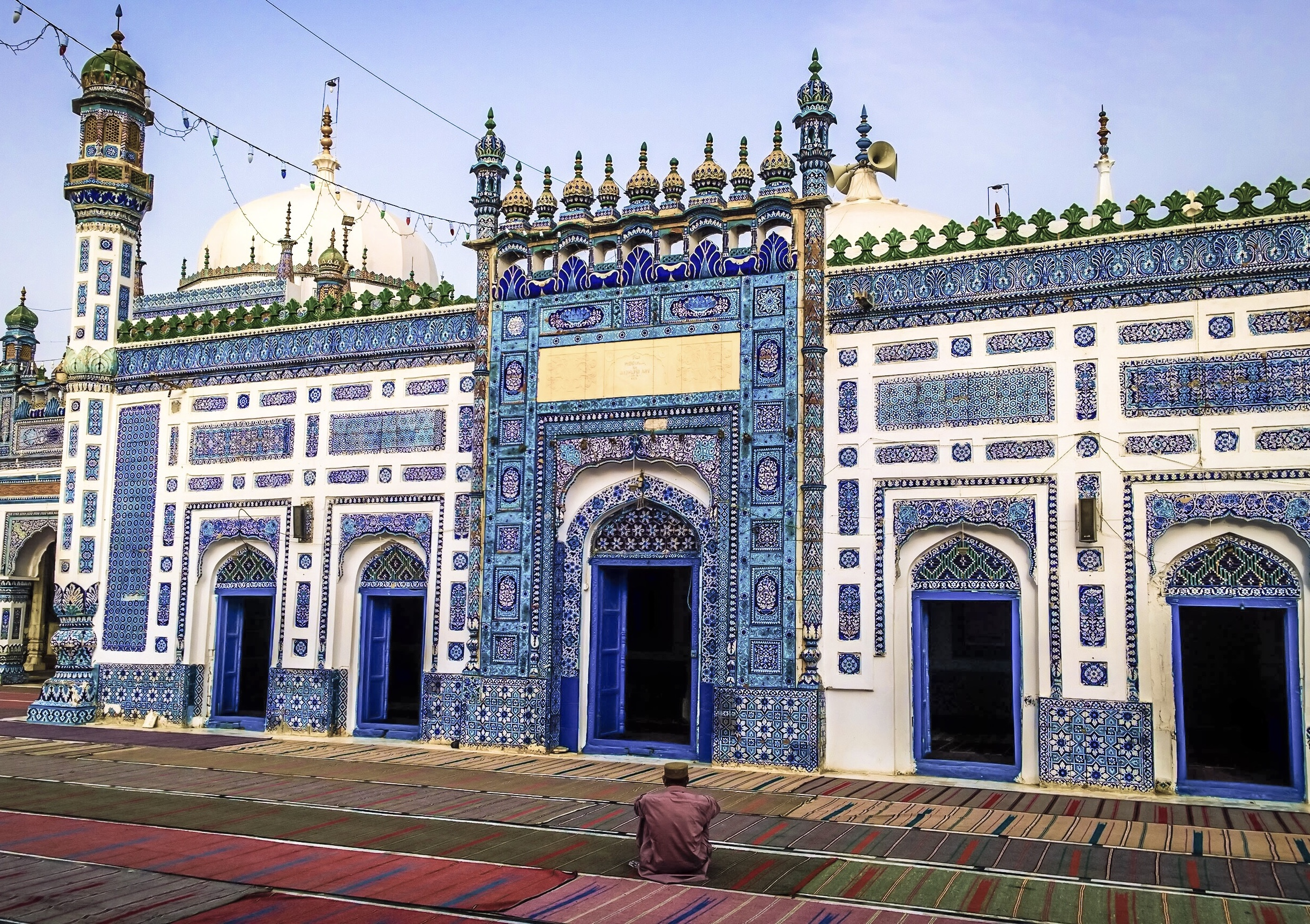
ضريح Shah Abdul Latif Bhittai

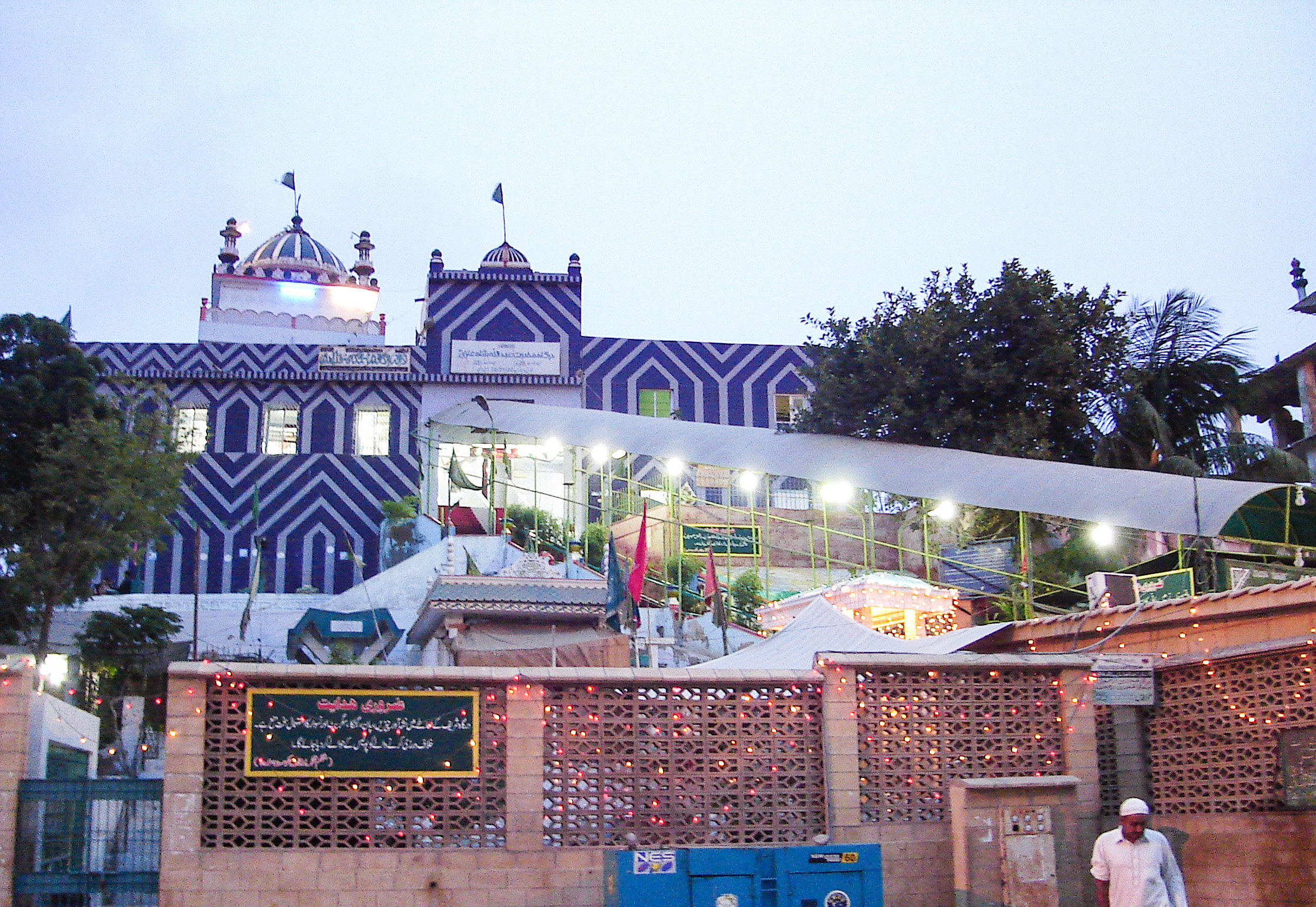
ضريح Abdullah Shah Ghazi

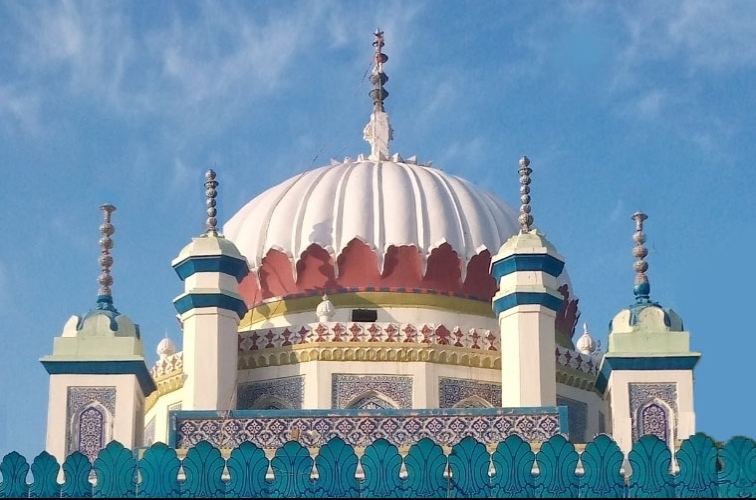
ضريح Pir Hadi Hassan Bux Shah Jillian

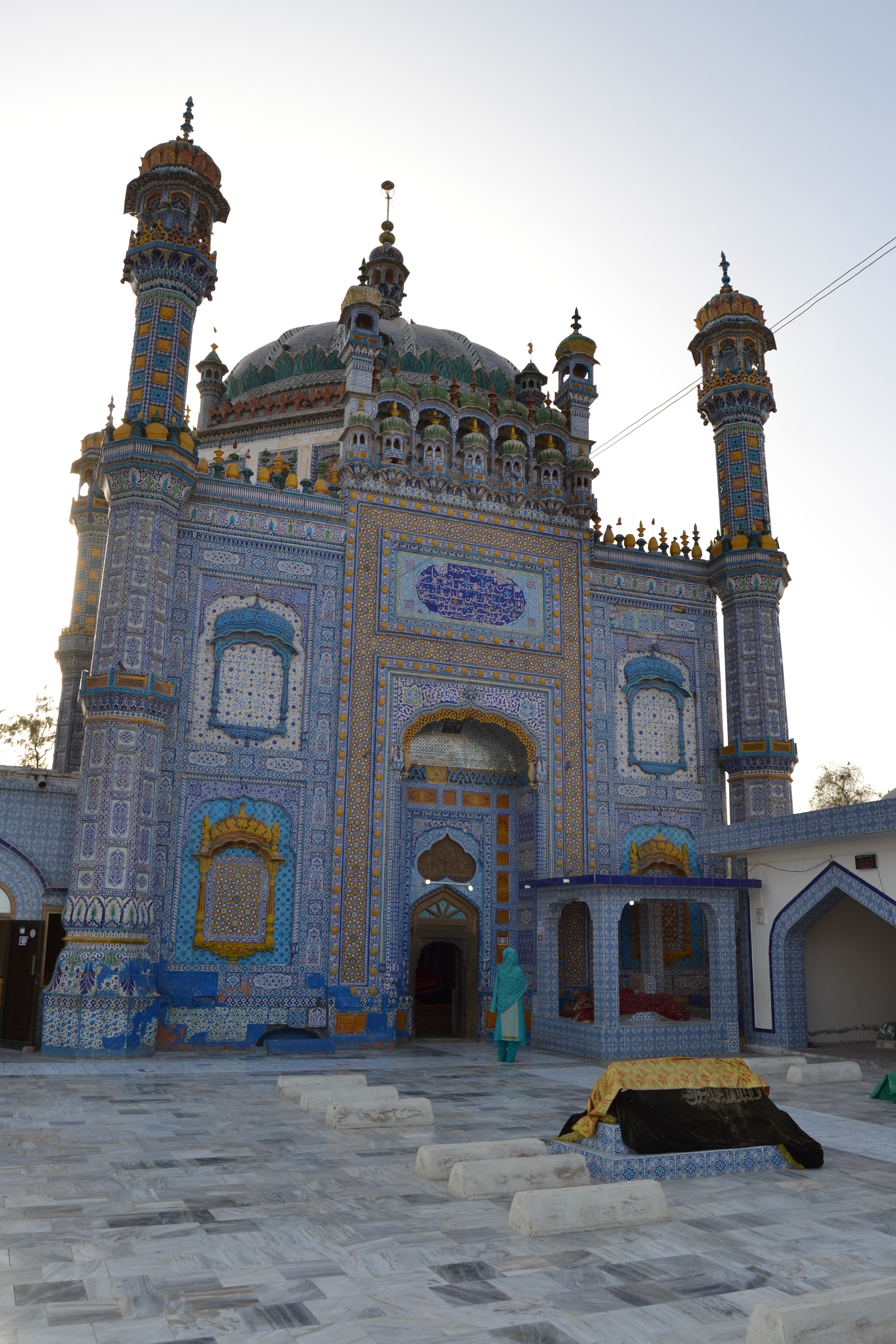
ضريح Sachal Sarmast